# صدقي الغول
صدقي عوض الغول قائد عسكري سابق في القوات المسلحة المصرية ترقي حتى حصل على رتبة لواء وتولى قيادة الفرقة الرابعة المدرعة أثناء حرب يونيو 1967 وكانت تعتبر بمثابة الاحتياطي العام للقوات المصرية المتواجدة عند خط الدفاع الأول أو تلك التي كانت في خط المواجهة مع العدو. 
أُحيل إلى التقاعد في 13 يونيو 1967 في أعقاب الحرب، وحوكم لاحقاً أمام محكمة عسكرية في فبراير 1968 بتهمة التقصير ومخالفة الأوامر العسكرية وأُدين وحكم عليه بالسجن خمسة عشر عامًا مع فصله من الخدمة العسكرية والخدمة العامة ثم خُفف الحكم إلى حبسه خمس سنوات نظراً لتدهور حالته الصحية حتى أصدر الرئيس أنور السادات قراراً لاحقاً بالإفراج عنه.  

## حياته المهنية
تخرج صدقي الغول من الكلية الحربية في 1939 والتحق بسلاح الفرسان وعمل تحت قيادة الصاغ ثروت عكاشة وقتئذ – أحد أفراد تنظيم الضباط الاحرار ووزير الثقافة فيما بعد – وتدرج في المناصب داخل سلاح الفرسان حتى نُقل إلى حرس الحدود ثم التحق مجدداً بسلاح الفرسان وسافر إلى إنجلترا في 1950.
حصل على زمالة كلية أركان الحرب في 1952 وعين قائد مدرسة المدرعات ثم قائد اللواء الحادي عشر مدرع ثم قائد للواء الأول المدرع وبعدها تولي رئاسة أركان الفرقة المدرعة حتى عُين في 1962 رئيساً للفرقة الرابعة المدرعة والتي عدت مفخرة الجيش المصري وجوهرة التاج.
شارك بتشكيلات من فرقته في حرب اليمن ثم عاد في منتصف 1966 ليشرف على تدريب الفرقة الرابعة على خطة الدفاع ضد إسرائيل التي أُطلق عليها «قاهر» وبالرغم من تمام التدريب على الخطة والتجهيز لها، غُيرت برمتها في مايو 1967. 

## مشاركته في حرب يونيو 1967

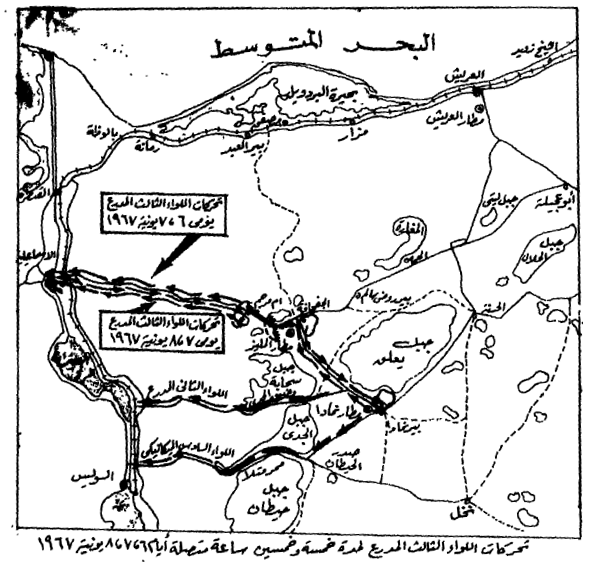
تحركات الفرقة الرابعة

تولى اللواء صدقي الغول قيادة الفرقة الرابعة المدرعة تحت قيادة الفريق صلاح محسن قائد الجيش الميداني، وكانت الفرقة الرابعة تتألف من 3 ألوية رئيسية وهي:
- اللواء الثاني المدرع بقيادة العميد أ.ح. كمال حسن على
- اللواء الثالث المدرع بقيادة العميد أ.ح. أمين ماهر
- اللواء السادس الميكانيكي بقيادة العميد أ.ح. سعاد حسن

وقد تمركزت هذه القوات منذ 25 مايو 1967 في النطاق الواقع بين منطقة بير تمادا والجفجافة في وسط سيناء ضمن خطة تعبئة القوات عند خط الدفاع الثاني وفي يوم 5 يونيو 1967 تم استدعاء اللواء صدقي الغول وكافة القيادات العليا للجبهة  للقاء المشير عبد الحكيم عامر في قاعدة بير تمادا الجوية ومع بدء الهجوم الإسرائيلي في التاسعة صباحاً، أغارت الطائرات الإسرائيلية على مطار بير تمادا ودمرته بالكامل، على إثر ذلك لغى المشير اجتماعه بالقيادات وعاد بطائرته إلى القاهرة، أما القيادات التي كانت متواجدة بالمطار حينئذ فرجعت إلى القيادات الميدانية لقواتها ومن ضمنهم اللواء الغول. أثناء ذلك قامت الطائرات الإسرائيلية بمهاجمة تشكيلات الفرقة الرابعة، ولكن نظراً لحسن تمركزها كانت خسائر الفرقة قليلة بالمقارنة بالقوات الأخرى.
صدرت الأوامر بتحرك اللواء الثاني المدرع إلى منطقة جنوب «مطلة خرم» بالقرب من منطقة القسيمة المتقدمة وعلى بعد حوالي 110 كم من منطقة التمركز الأساسي في بير تمادا وذلك لورود معلومات لقيادة الجيش، خلافاً لما وقع بعدها، أن القوات البرية الإسرائيلية ستبدأ الهجوم  من خلال النطاق الجنوبي للجبهة الكونتلا – نخل، إلا أنه تبين لاحقاً عدم صحة تلك المعلومات وحدوث الهجوم بالفعل على النطاق الشمالي رفح – العريش، وفي صباح يوم 6 يونيو 1967 استُدعي اللواء الثاني المدرع للعودة مرة أخرى لمنطقة التمركز فما كان إلا أن عاد اللواء إلى موقعه الأول في بير تمادا والتي وصل إليها مساءاً. 
في السادسة من مساء 6 يونيو 1967 أصدر المشير عبد الحكيم عامر أوامره المباشرة وعبر اتصال هاتفي للفريق صلاح محسن قائد الجيش الميداني بانسحاب كافة الفرق إلى غرب القناة فما كان من الفريق صلاح محسن إلا ان أتصل باللواء صدقي الغول في السابعة مساءا لإبلاغه بالقرار وأصدر أوامره للواء الغول بتحرك الفرقة فوراً لاحتلال مضايق متلا، والجدي والختمية/أم مرجم لتغطية انسحاب بقية القوات وتظل حتى الثانية عشرة من ظهر 7 يونيو 1967 ثم تنسحب القوات إلى غرب القناة. 
وبناء على تلك التعليمات أصدر اللواء الغول أوامره إلى قادة الألوية باحتلال المضايق حتى الثانية عشرة ظهراً يوم 7 يونيو 1967 فقام اللواء الثاني المدرع بقيادة العميد أ.ح.  كمال حسن على باحتلال مضيق الجدي أما العميد أ.ح. أمين ماهر قائد اللواء الثالث فاحتل مضيق أم مرجم واحتل اللواء السادس الميكانيكي بقيادة العميد أ.ح. سعاد حسن فاحتل مضيق ممر متلا. 
وبالرغم من الهجوم الجوي عليها، تمكنت ألوية الفرقة الرابعة من الصمود أمام هجمات العدو بدون خسائر تذكر.

## قضية انسحابه الأول من أرض المعركة
تتواتر روايتان عن دوره ودور فرقته أثناء حرب يونيو 1967:
الرواية الاولي
وهي التي تبناها الفريق محمد فوزي رئيس أركان حرب القوات المسلحة أثناء حرب 1967 ووزير الحربية فيما بعد في مذكراته بالإضافة إلى الفريق صلاح محسن في شهادته للمحكمة ووفقاً لتلك الرواية فقد انسحب اللواء الغول من الفرقة مساء يوم 6 يونيو 1967 وبعد تلقيه مكالمة الفريق صلاح محسن مباشرة وعبر إلى غرب القناة ولم يعثر عليه أحد تلك الليلة  ثم عاد صبيحة يوم 7 يونيو ونقل مقر قيادة الفرقة إلى منطقة جنوب البحيرات قرب الإسماعيلية وانقطع اتصاله بالقيادة، وقد أرسلت هيئة العمليات إشارة لاسلكية الساعة 7.40 صباح يوم 7 يونيو إلى اللواء الغول للاستمرار في مواقعه عند المضايق وعدم الانسحاب إلى أن تصدر أوامر أخرى إلا أنه لم يؤكد استلام الإشارة اللاسلكية مما دفع هيئة العمليات لطلب تسليم الإشارة باليد عن طريق قيادة العمليات في الإسماعيلية إلا أن اللواء الغول تسلم تلك الإشارة في مقر القيادة بالإسماعيلية بعد أن أتمت قوات الفرقة الانسحاب إلى غرب القناة بالفعل. و في الوقت نفسه وتحت الضغط الهجومي الإسرائيلي قرر العميد كمال حسن علي الانسحاب مبكراً وقبل ساعة من الموعد المحدد وفي طريقه قابل اللواء الجمسي مدير العمليات واللواء عماد ثابت من القيادة العامة وسألاه عن سبب انسحابه فأخبره العميد كمال حسن علي بأنه تلقي تعليمات من اللواء الغول بالانسحاب ظهر اليوم إلا أن اللواء عماد ثابت أكد له عدم وجود أوامر بالانسحاب ووجوب استمرار الفرقة في مواقعها لصد الهجوم الإسرائيلي وتغطية انسحاب باقي القوات.
وحين وصل العميد كمال حسن علي قرب مقر القيادة جنوب البحيرات وقبل عبوره للضفة الغربية عند كوبري البحيرات، التقى باللواء الغول وأبلغه بتعليمات اللواء عماد ثابت وأن الأخير أبلغه بعدم وجود قرار للانسحاب فرد عليه الغول بأن ما ذكره ثابت تعليمات قديمة وفقاً لخطة الدفاع وأن تلك التعليمات تغيرت وعليه الاستمرار بالانسحاب وهو ما قام به بالفعل وتبعته في الانسحاب بقية الفرقة وبحلول عصر يوم السابع كانت الفرقة كلها قد انسحبت للضفة الغربية وبدأ توزيعها على مناطق تجمع في السويس والهايكستب ودهشور وقصر الطاهرة بالقاهرة.
الرواية الثانية:
وهي التي تبناها اللواء الغول للدفاع عن موقفه ولم يذكر فيها شيئاً عن انسحابه ليلة 6 يونيو أو عودته كما ادعى أن ما ذكره العميد كمال حسن عما دار بينه وبين اللواء عماد ثابت كانت مجرد دردشة ووجهة نظر للأخير لا كونها أوامر وتعليمات بالبقاء في المضايق ونفى تلقيه أي تعليمات تخص إلغاء قرار الانسحاب يوم 7 يونيو.

## تضارب قرارات الإنسحاب
برر بعض المؤرخين والمحللين العسكريين والمحسوبين من فريق المشير عبد الحكيم عامر قرار الانسحاب الأول الذي أبلغه المشير عامر بنفسه للفريق صلاح محسن بأنه كان يريد أن يحافظ على قوام وتماسك الفرقة الرابعة المدرعة لتكون نواة إعادة تأسيس الجيش المصري بعد الهزيمة وأن جمال عبد الناصر تسبب بإعادة الفرقة إلى تدميرها تدميراً شاملاً.
أما الفريق المنحاز للرئيس جمال عبد الناصر فيردد أن قرار سحب الفرقة الرابعة كان وراؤه  نيه مبيته و مخطط للاستيلاء على الحكم من قبل المشير باستخدام القوة المسلحة بعد انتهاء المعركة لذلك صدرت الأوامر لبعض تشكيلات الفرقة للتوجه إلى قصر الطاهرة حيث مقر الرئاسة وإلى دهشور بالقرب من منزل المشير بدلا من تمركزها شمال السويس أو في الهايكستب وفق أماكن تمركزها السابقة مما أثار دهشة قادة التشكيلات وقتئذ. 
ولا يمكن الجزم بمدى علم اللواء الغول بهذا المخطط من عدمه إلا أن ما يرجح معرفته به هو ما أقر به بلسانه عن زيارته للمشير بعد المعركة وإعلانه لولائه له بعد ان خرج من الخدمة أما الرئيس جمال عبد الناصر، الذي عُرف عنه اهتمامه بمسائل الأمن داخل الجيش، فحين علم بالمخطط يوم 7 يونيو 1967 أمر بعودة قوات الفرقة الرابعة المدرعة إلى مواقعها عند المضايق لإحباط المخطط والمثير للدهشة أن المشير عامر حاول تنفيذ نفس المخطط الانقلابي بعدها في نهاية أغسطس 1967 باستخدام قوة مدرعة في دهشور بمعاونة اللواء عثمان نصار إلا أن هذه المحاولة أُحبطت أيضاً وحوكم المتآمرين. 

## عودة الفرقة إلى منطقة المضايق
بعد تمام الانسحاب ظهر يوم 7 يونيو 1967 وصل اللواء الغول إلى مقر القيادة بالإسماعيلية وتوجه إلى مكتب الفريق صلاح محسن الذي كان يتحدث في الهاتف مع احد القيادات تبين فيما بعد أنه الرئيس جمال عبد الناصر وكان يؤكد له خلال المكالمة أن الفرقة الرابعة لا زالت متمركزة عند المضايق. وما أن انهى المكالمة حتى وجد اللواء الغول أمامه فأمره بالعودة مره أخرى إلى احتلال المضايق بأي ثمن واستعجال تنفيذ الأمر كما حدث نفس الشيء مع قائد اللواء الثالث الذي قابله الفريق عبد المحسن مرتجى معنفاً إياه على انسحابه وأصدر له تعليماته للعودة إلى المضيق وقد فعل ذلك بالفعل بعد ما تأكد من تلك التعليمات من اللواء الغول نفسه.  
تأخرت عودة القوات حتى منتصف ليلة 7 يونيو 1967 لحاجتها للإمداد بالوقود قبل عودتها وتحركت القوات بعدها لتعود إلى منطقة المضايق كل في موقعة السابق مع اول ضوء ليوم 8 يونيو1967.

## الانسحاب الثاني يوم 8 يونيو 1967
منذ صباح 8 يونيو 1967 تعرضت القوات إلى هجوم إسرائيلي مكثف بري وجوي في مواقعها عند المضايق وتكبدت خسائر كبيرة في الأرواح والمعدات حتى بلغت الخسائر أكثر من 50% من حجم الفرقة وإزاء تلك الخسائر وضراوة الهجوم الإسرائيلي أصدر اللواء الغول تعليماته إلى قادة الالوية بالانسحاب إلى غرب القناة وتوجه بنفسه إلى قيادة الجبهة الشرقية بمنطقة الجلاء وأبلغ قائد المنطقة وضع الفرقة كما تحدث إلى المشير عبد الحكيم عامر وشرح له موقف الفرقة المتردي فأصدر المشير أوامره بالانسحاب الكامل من سيناء والتحول للدفاع غرب قناة السويس بحلول 6 مساء يوم 8 يونيو 1967. 

## إحالته للتقاعد ومحاكمته
في أعقاب الحرب وتعيين الفريق محمد فوزي قائداً عاماً للقوات المسلحة، أصدر الرئيس جمال عبد الناصر قراراً جمهورياً بصفته القائد الأعلى للقوات المسلحة بإحالة اللواء صدقي الغول إلى التقاعد هو والعديد من قيادات الجيش في حرب يونيو 1967.
ثم حوكم أمام محكمة عسكرية برئاسة الفريق محمود ماهر الرمالي وعضوية كل من اللواء زكي عبد اللطيف واللواء محمد حجازي في فبراير 1968 والتي أدانته وحكمت عليه بالسجن خمسة عشر عاماً مع فصله من الخدمة العسكرية والخدمة العامة ثم خُفف الحكم إلى خمس سنوات نظراً لتدهور حالته الصحية حتى أصدر الرئيس أنور السادات قراراً لاحقاً بالإفراج عنه في 1974.

## مظاهرات فبراير 1968
في أعقاب صدور احكام قضية قادة الطيران أثناء النكسة والتي فسرها العامة بأنها أحكاماً مخففة، خرج الآلاف إلى الشوارع في مظاهرات لرفض تلك الأحكام وكان من ضمن الهتافات التي استخدمها المتظاهرون «لا صدقي ولا الغول.. عبد الناصر هو المسئول».

## حياته بعد السجن
توارى اللواء الغول عن الأنظار واعتزل الحياة العامة ولم يظهر في وسائل الاعلام باستثناء حوار صحفي واحد مع جريدة الوفد في عددها الصادر في الحادي عشر من يونيو 1987.